# Ediacarium
| Eon                                            | Era                | Periode      | Ouderdom Ma |
| ---------------------------------------------- | ------------------ | ------------ | ----------- |
| Fanerozoïcum                                   | Paleozoïcum        | Cambrium     | later       |
| Proterozoïcum                                  | Neoproterozoïcum   | Ediacarium   | 635 - 541   |
| Proterozoïcum                                  | Neoproterozoïcum   | Cryogenium   | 720 - 635   |
| Proterozoïcum                                  | Neoproterozoïcum   | Tonium       | 1000 - 720  |
| Proterozoïcum                                  | Mesoproterozoïcum  | Stenium      | 1200 - 1000 |
| Proterozoïcum                                  | Mesoproterozoïcum  | Ectasium     | 1400 - 1200 |
| Proterozoïcum                                  | Mesoproterozoïcum  | Calymmium    | 1600 - 1400 |
| Proterozoïcum                                  | Paleoproterozoïcum | Statherium   | 1800 - 1600 |
| Proterozoïcum                                  | Paleoproterozoïcum | Orosirium    | 2050 - 1800 |
| Proterozoïcum                                  | Paleoproterozoïcum | Rhyacium     | 2300 - 2050 |
| Proterozoïcum                                  | Paleoproterozoïcum | Siderium     | 2500 - 2300 |
| Archeïcum                                      | Neoarcheïcum       | Neoarcheïcum | vroeger     |
| Indeling van het Proterozoïcum volgens de ICS. |                    |              |             |

Het Ediacarium (Engels: Ediacaran) is een tijdperk op de geologische tijdschaal. Het is de jongste periode van de era Neoproterozoïcum, onderdeel van het eon Proterozoïcum, of het bovenste systeem in het eratheem Neoproterozoïcum. Het Ediacarium duurde van ~630 - 542 Ma. Het werd voorafgegaan door het Cryogenium. Op het Ediacarium volgt het Fortunien, het vroegste tijdvak van het Paleozoïsche Cambrium.

## Leven
De eerste mogelijke aanwijzingen van nieuwe levensvormen tijdens het Ediacarium stammen uit de Doushantuo-formatie (600 Ma) in de provincie Guizhou in China. Hier zijn fossielen gevonden die wel geïnterpreteerd zijn als dierlijke embryo's. Of dit terecht is, staat nog niet vast. Ze worden namelijk ook wel gezien als grote zwavelbacteriën. Deze levensvormen worden soms wel aangeduid met de term Doushantuo biota.

### Complex meercellig leven
Gedurende het Ediacarium evolueerden de eerste Metazoa. Van deze meercellige organismen zijn op meer dan 40 locaties verspreid over de hele wereld fossielen gevonden, in het tijdsinterval 575-542 Ma. Sommige van deze fossielen zijn opvallend goed bewaard, ondanks het feit dat ze geen exoskelet bezaten. De rol die deze organismen hebben gespeeld in de evolutie van het leven op Aarde is nog niet duidelijk. Er zijn wetenschappers die aannemen dat ze de voorlopers waren van het leven dat tijdens de Cambrische explosie ontstond, maar anderen vermoeden dat het grotendeels een evolutionair dood spoor betreft.

## Glaciatie
Evenals gedurende het Cryogenium, was er in het Ediacarium ook sprake van een ijstijd. Bekend zijn afzettingen van de Gaskiersglaciatie, die 580 miljoen jaar oud zijn. Dit is net voor het ontstaan van de Ediacarische biota. Er is dan ook wel gesuggereerd dat de evolutie van deze organismen verband houdt met de toename van de zuurstofconcentratie in de oceaan na het eind van de glaciatie.

## Naamgeving
Het Ediacarium is genoemd naar de Australische Ediacara Hills, waar ook Ediacarische fossielen zijn gevonden. Voor de officiële invoering van het Ediacarium in de geologische tijdschaal in 2004 werd vaak de naam Vendien (Engels: Vendian) gebruikt voor ongeveer hetzelfde tijdperk. Het Vendien werd gedefinieerd in Rusland en beslaat een iets langere tijdspanne dan het Ediacarium.